# Самманяпхала-сутта
Саманьяпала-сутта (пали Samaññaphala Sutta, «Плод созерцательной жизни») — вторая сутта сборника Дигха-никая, входящего в буддийский свод священных текстов — Палийский канон.
В этой сутте рассказана история царя Магадхи Аджатасатту, который задал шестерым индийским духовным лидерам вопрос о реальной пользе монашеской жизни. Не удовлетворившись полученными ответами, царь спросил об этом Будду.
С точки зрения индийской философии и духовных доктрин в этой сутте:
- дано собственное описание Буддой образа жизни, умственных, психических и духовных преимуществ («плодов») буддийской созерцательной жизни;
- подробно представлен кодекс этического поведения буддийской общины;
- с буддийской точки зрения описана суть учений нескольких ведущих духовных наставников времён Будды (подробнее см. таблицу ниже);
- перечислены ремёсла того времени.

Кроме того, через повествование о совершённом царём Аджатасатту злодеянии (убийство отца, царя Бимбисары) и его последствиях (психическое расстройство, паранойя и кармические препятствия), в сравнении со взглядами других современных Будде учителей (аморализм, фатализм, материализм, этернализм и агностицизм) проиллюстрированы буддийские представления о заслугах и камме.
Выслушав ответ Будды, Аджатасатту принял у него прибежище и выразил раскаяние в убийстве отца. Будда не произнёс ни слова упрека, но после ухода царя сообщил монахам, что если бы Аджатасатту не был виновен в отцеубийстве, он реализовал бы первый плод Пути.
Таниссаро Бхиккху называет эту сутту одним из шедевров Палийского канона.

## Содержание

### Смятение царя
Однажды в полнолуние на упосатху царь Магадхи Аджатасатту, который был в настроении послушать проповедь, спросил своих министров, есть ли какой-нибудь достойный учитель, «который мог бы доставить отраду нашему сердцу». Министры предположили царю посетить шестерых высокочтимых наставников, которых царь безмолвно отверг. Он обратился к своему врачу Дживаке, и тот посоветовал посетить Будду, который в то время вместе с 1250 монахами гостил в его манговых рощах.
Царь приказал усадить своих жён на пятьсот слоних, сам сел на слона и отправился в рощу. Прибыв на место, он внезапно ощутил тревогу и страх, так что волосы на его теле встали дыбом. Он заподозрил, что врач обманывает его и заманивает в ловушку, поскольку из рощи не доносилось ни звука, хотя там должно было находиться свыше 1000 человек. Дживака успокоил царя и посоветовал ему идти в беседку, где горят факелы. Увидев Будду, который сидел в беседке в окружении своих учеников, царь поприветствовал его. Он удивился безмятежности монахов и пожелал, чтобы его сын Удайи Бхадда обладал таким же спокойствием и самообладанием.

### Вопрос царя шестерым шраманам
Царь привёл в пример различных ремесленников (сведущие в уходе за слонами, сведущие в коневодстве, колесничие, лучники, знаменосцы, распорядители в войске, распределяющие провиант, благородные воины, искушённые в набегах, не уступающие большому слону, герои, воители в кожаном панцире, дети рабов, повара, брадобреи, банщики, изготовители сладостей, плетельщики венков, красильщики, ткачи, плетельщики корзин, гончары, вычисляющие, считающие по пальцам), живущих в этом мире зримым плодом своего ремесла, которым они радуют и удовлетворяют себя, своих родных и близких и делают подношения отшельникам и брахманам. Затем он спросил, каковы же зримые плоды отшельничества в этом мире? Тогда Будда поинтересовался, задавал ли царь этот вопрос другим учителям, брахманам или аскетам. Царь ответил положительно, повторив услышанное от каждого из шести почитаемых учителей-аскетов. Также он сказал, что счёл каждый из этих ответов неудовлетворительным: «Подобно тому, как спрошенный о манго, стал бы отвечать о хлебном дереве, или спрошенный о хлебном дереве, стал бы отвечать о манго».

### Буддийские плоды созерцательной жизни
Тханиссаро Бхикку в предисловии к своему переводу сутты пишет, что вопрос, который царь задал Будде, показывает ограниченный уровень его собственного понимания, поэтому Будда терпеливо описывает этапы обучения, начиная с самого базового уровня и постепенно продвигаясь вверх, чтобы расширить духовные горизонты царя. Он подробно излагает свою точку зрения на преимущества созерцательной жизни, переходя от материального к духовному:
- Радость уединения. Любой человек (раб, слуга, земледелец, домоправитель), который становится монахом (отказывается от достатка, родственников, сбривает волосы и бороду, надевает жёлтые одеяния, странствует бездомным и обуздывает тело, речь и ум) радуется уединению, довольствуясь самим ничтожным пропитанием и рубищем и пользуясь уважением у мирян. В тексте сутты царь Аджатасатту высказал готовность приветствовать монаха, оказать ему знаки почтения, и доставить ему всё необходимое — монашескую одежду, чашу для подаяния, кров, лекарства, и обеспечить и защиту[1].
- Счастье праведности. В сутте Будда перечисляет добродетели монаха: отказ от убийства, воровства, неподобающей речи (ложь, грубость, клевета, пустословие), несвоевременного приёма пищи, излишеств, торговли, криводушия, применения насилия, накопления запасов, посещения зрелищ, легкомыслия, роскоши, украшений и нарядов, низменных разговоров, обязанностей вестника и посыльного, прорицаний, гаданий и фокусов. Затем он делает заключение: «Монах, обладающий подобной нравственностью, не видит ниоткуда опасности в том, что касается нравственной воздержанности. Наделённый этим праведным сводом нравственных предписаний, он испытывает безупречное внутреннее счастье»[1].
- Удовлетворённость простотой. Будда сравнивает монаха с птицей, которая носит с собой только свои перья. «Монах удовлетворён верхней одеждой, поддерживающей тело, и чашей для милостыни, поддерживающей утробу; куда бы он ни отправился, он отправляется, беря с собой всё свое добро»[1].
- Разобщение с пятью препятствиями. Внимательностью и ясным видением (см. сампаджання) монах очищает свой ум от алчности, злобы, лени и сонливости, беспокойства и неугомонности и сомнения (см. пять препятствий). В отказавшимся от этих пяти преград «рождается удовлетворенность, у удовлетворенного рождается радость, от радости в сердце успокаивается тело, успокоившиеся телом ощущает счастье, счастливый сосредоточен в мыслях»[1].
- Дхьяническое блаженство. Монах достигает дхьянических состояний. Его тело пропитывает: радость и счастье, рождённые уединённостью (первая дхьяна), сосредоточенностью (вторая дхьяна); свободное от радости счастье, рождённое уравновешенностью и способностью самосознания (третья дхьяна) и чистый и совершенный разум (четвёртая дхьяна)[1].
- Прозрение в истинную суть явлений. «Вот это моё тело имеет форму, состоит из четырёх великих элементов, рождено матерью и отцом, представляет собой скопление варёного риса и кислого молока, непостоянно, подвержено разрушению, стиранию, распаду, уничтожению, и вот здесь заключено, здесь к нему привязано моё сознание»[1].
- Чудотворение магических тел и сверхъестественные способности. «Будучи одним, он становится многими; побывав многими, он становится одним. Становится видимым. Становится невидимым. Беспрепятственно проходит сквозь стены, ограду и горы, как сквозь воздух. Он ныряет в землю и поднимается из неё, как если бы это была вода. Он ходит по воде, не тонет, как по суше. Сидя со скрещёнными ногами, он летит по воздуху, как крылатая птица. Своей рукой он касается и гладит даже солнце и луну… Телом он достигает мира Брахмы. Он слышит — посредством божественного элемента уха, очищенного и превосходящего человеческий, — оба рода звуков: божественные и человеческие, близкие или далёкие»[1].
- Чтение мыслей. «Он направляет и обращает мысль к знанию, охватывающему сердце. Охватывая сердцем сердце других существ, других личностей, он постигает их»[1].
- Видение прошлого и будущего. Способность вспоминать прошлые жизни и видеть перерождение других существ[1].
- Освобождение от сансары. Знание прекращения духовной скверны ведёт к знанию освобождения. "Мысль освобождается от греховного свойства чувственности, мысль освобождается от греховного свойства повторного существования, мысль освобождается от греховного свойства невежества. В освобождённом возникает знание, что он освобождён. Он постигает: «Уничтожено вторичное рождение, исполнен обет целомудрия, сделано то, что надлежит сделать, нет ничего вслед за этим состоянием»[1].

Услышав объяснение Будды, царь Аджатасатту объявил себя его мирским последователем.

### Отцеубийство и его кармические последствия
Затем Аджатасатту признался, что убил своего отца, царя Бимбисару, чтобы занять его трон. Будда ответил, что преступление совершено из-за глупости и ослепления, но, раскаявшись в содеянном Аджатасатту искупает его и община примет его, поскольку «указавший на совершённое преступление и добродетельно искупающий его, достигает в будущем самообуздания». После ухода царя Будда заявил, что если бы не отцеубийство, «незапятнанный, безупречный глаз Дхаммы возник бы перед Аджатасатту, когда он сидел на этом самом сиденье».
В комментарии Сумангала Виласини (DA.i.238) говорится, что выслушав речь Будды Аджатасатту стал одним из самых преданных его последователей, а в будущем родился пратьекабуддой по имени Видитависеса. Говорят, что после убийства своего отца Аджатасатту не мог ночью спать, пока не услышал Будду, после чего сон вернулся к нему.